# Nilobezzia scotti
Nilobezzia scotti är en tvåvingeart som först beskrevs av Jean-Jacques Kieffer 1911.  Nilobezzia scotti ingår i släktet Nilobezzia och familjen svidknott.
Artens utbredningsområde är Seychellerna. Inga underarter finns listade i Catalogue of Life.